# کوه میان ما (فیلم)
کوه میان ما (انگلیسی: The Mountain Between Us) یک فیلم درام آمریکایی به کارگردانی هانی ابواسعد و نویسندگی کریس وایتز و جی. میلز گودلو است که در سال ۲۰۱۷ منتشر شد. این فیلم بر پایهٔ رمان به همین نام در ۲۰۱۱ نوشتهٔ چارلز مارتین ساخته شده‌است. در این فیلم ادریس البا و کیت وینسلت به ترتیب در نقش یک جراح و یک روزنامه‌نگار نقش‌آفرینی می‌کنند که از سقوط هواپیما با یک سگ جان سالم به در می‌برند و در کوهستانی برفی با جراحت و شرایط آب و هوایی سخت گیر افتاده‌اند.
کوه میان ما اولین بار در ۹ سپتامبر ۲۰۱۷ در جشنوارهٔ بین‌المللی فیلم تورنتو ۲۰۱۷ به نمایش درآمد و سپس در ۶ اکتبر ۲۰۱۷ توسط استودیو قرن بیستم به صورت سینمایی در ایالات متحده منتشر شد.